# Erik Bodom
Pour les articles homonymes, voir Bodom (homonymie).
Erik Bodom, né le 28 septembre 1829 à Vestby et mort le 16 avril 1879 à Düsseldorf, est un artiste-peintre paysagiste norvégien.

## Galerie

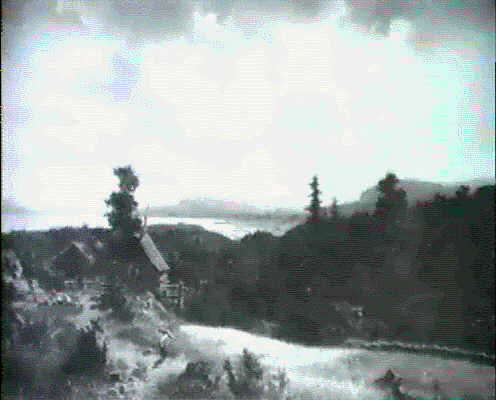
Norwegische Sommerlandschaft (1854).
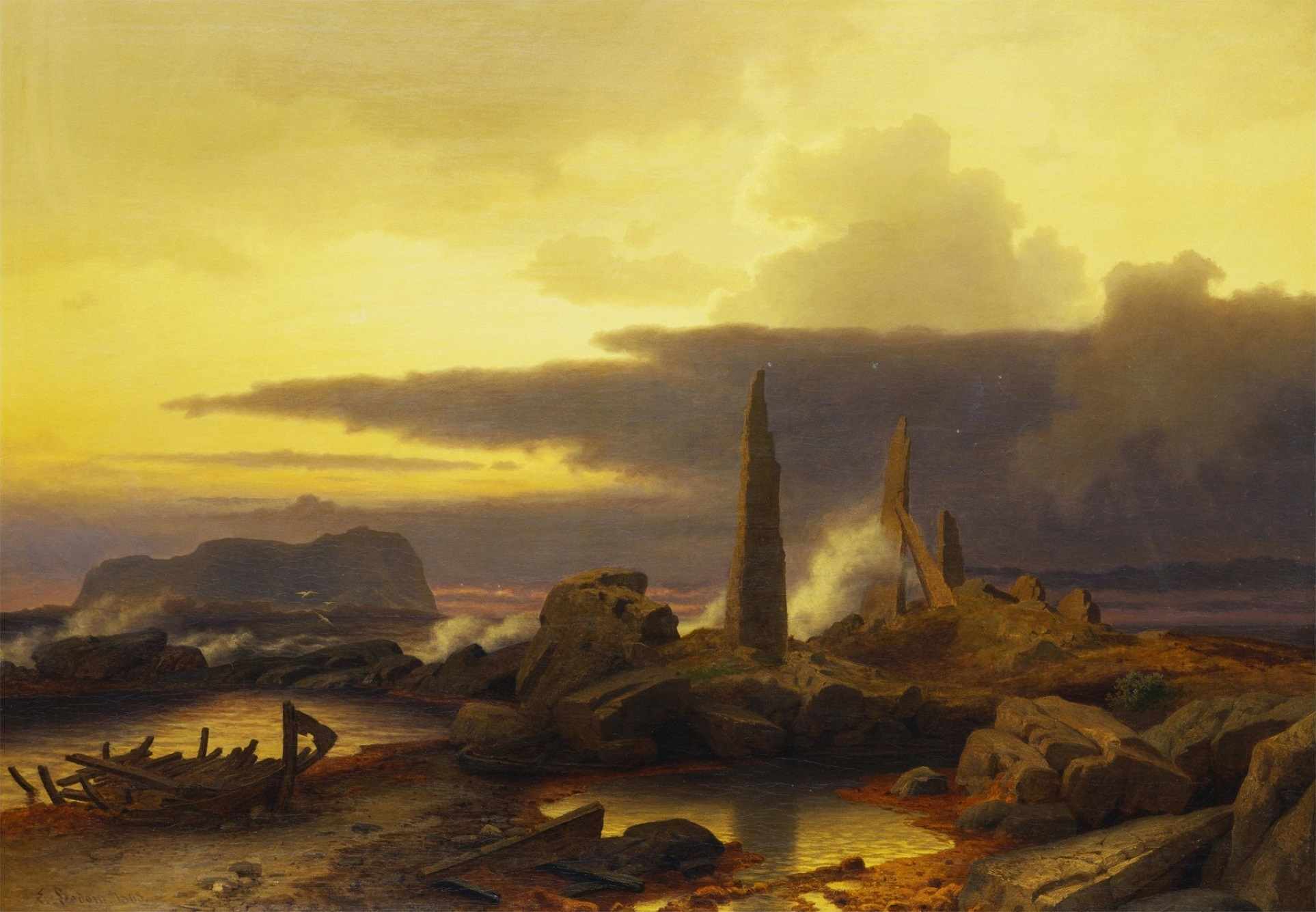
Minnesteiner (1868).
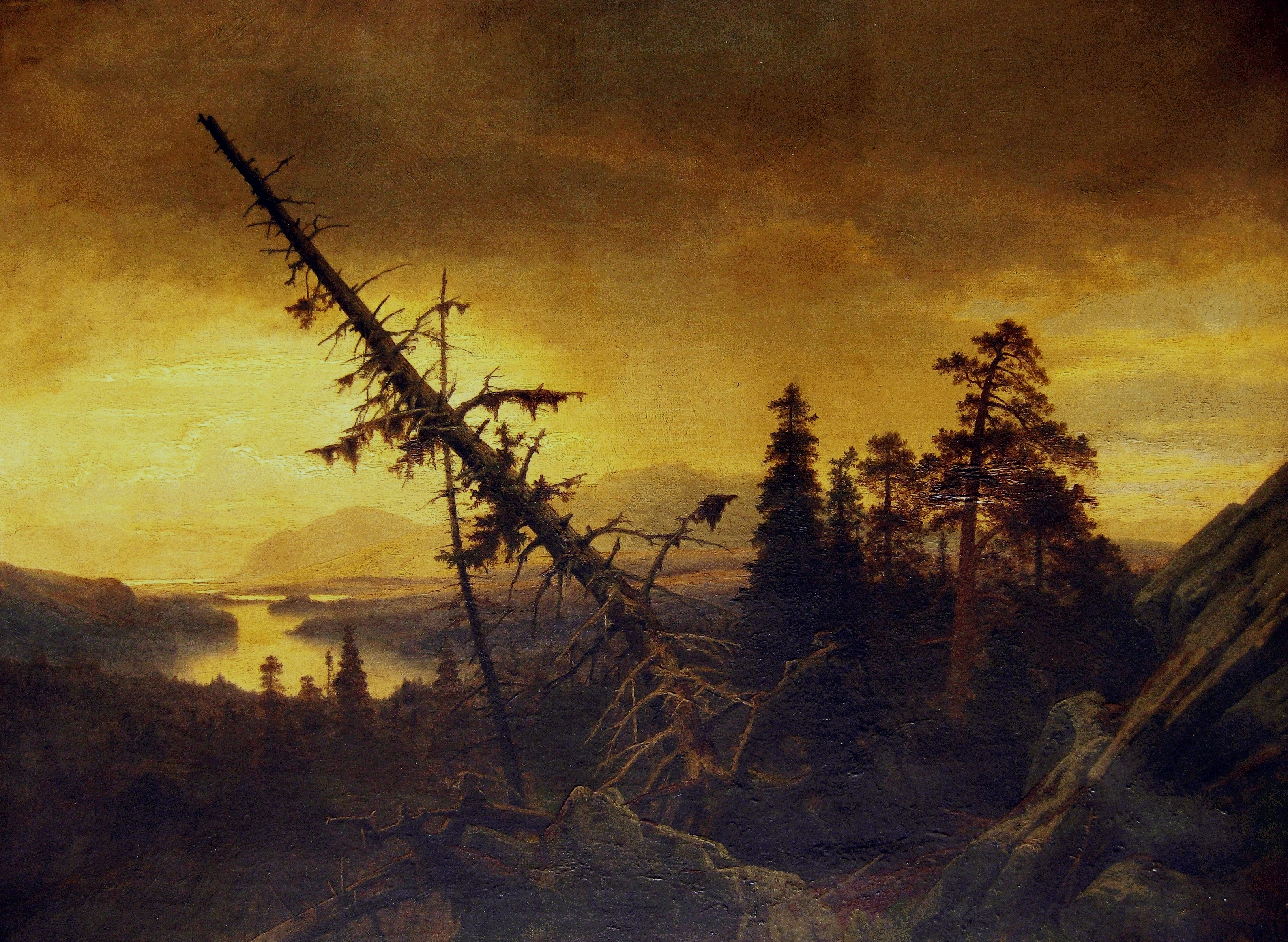
Ruhe nach dem Sturm (1871).
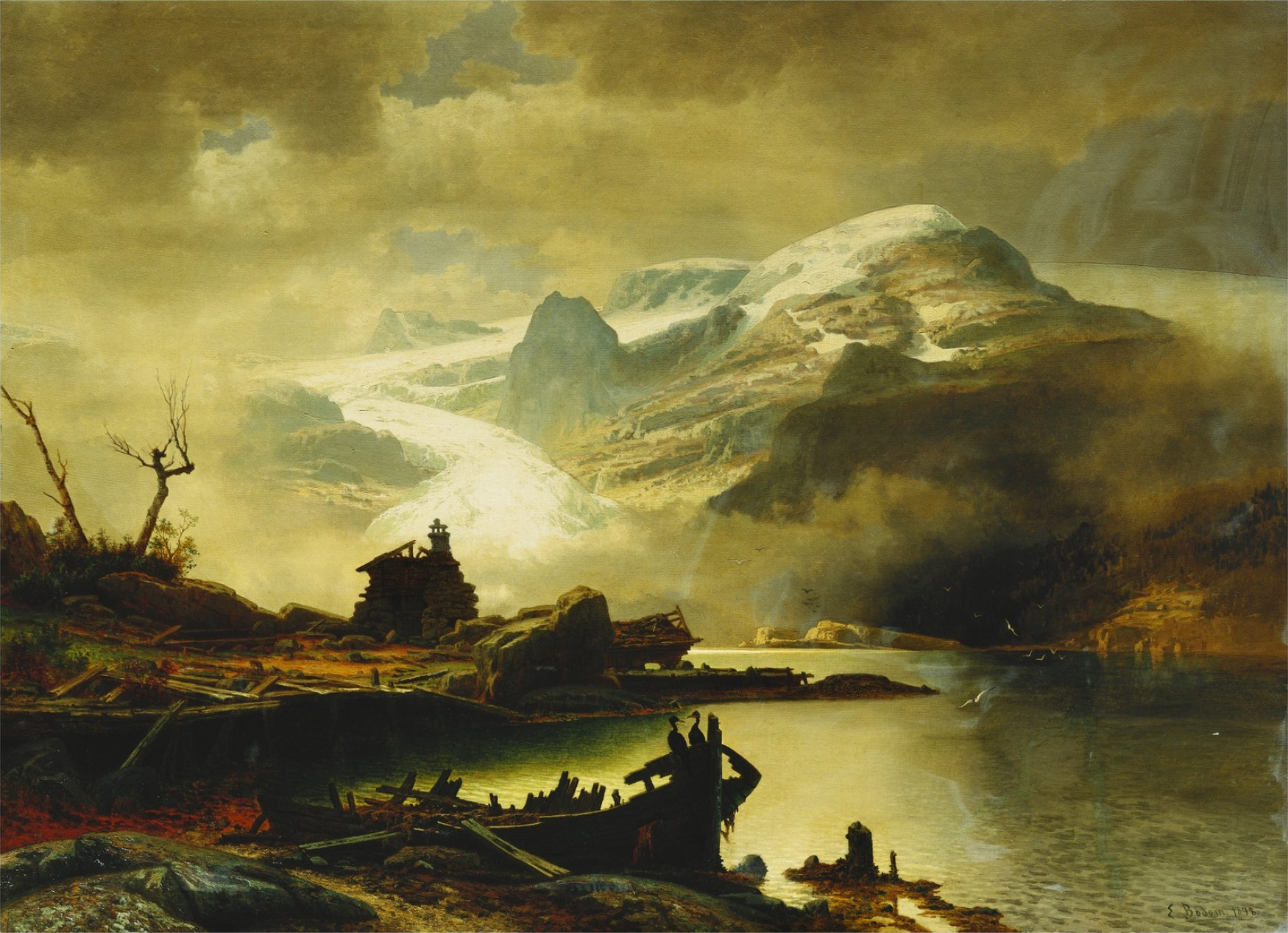
Bondhusbreen i Sunnhordland (1878).
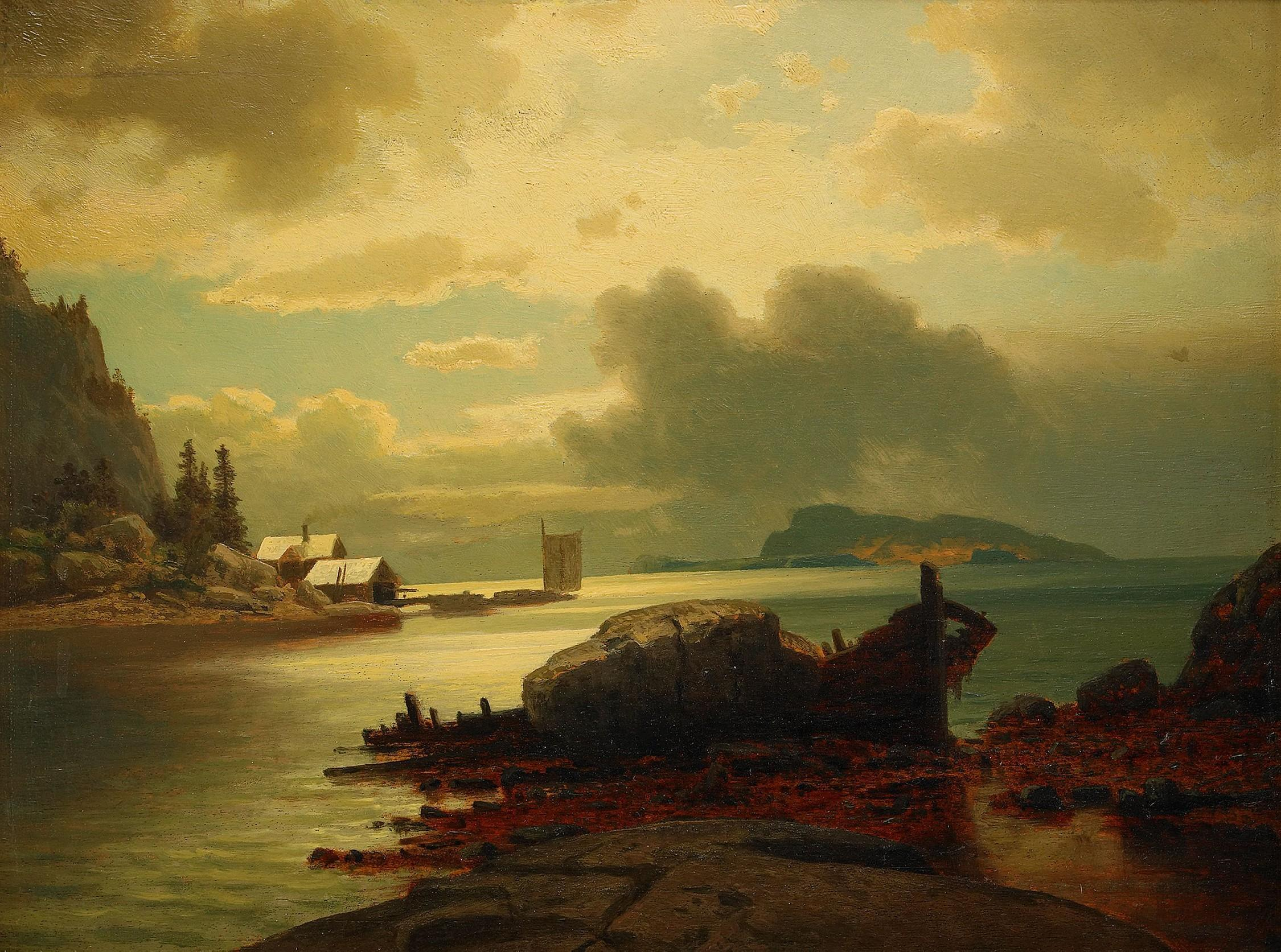
Norska kustlandskap 2nd (1878).
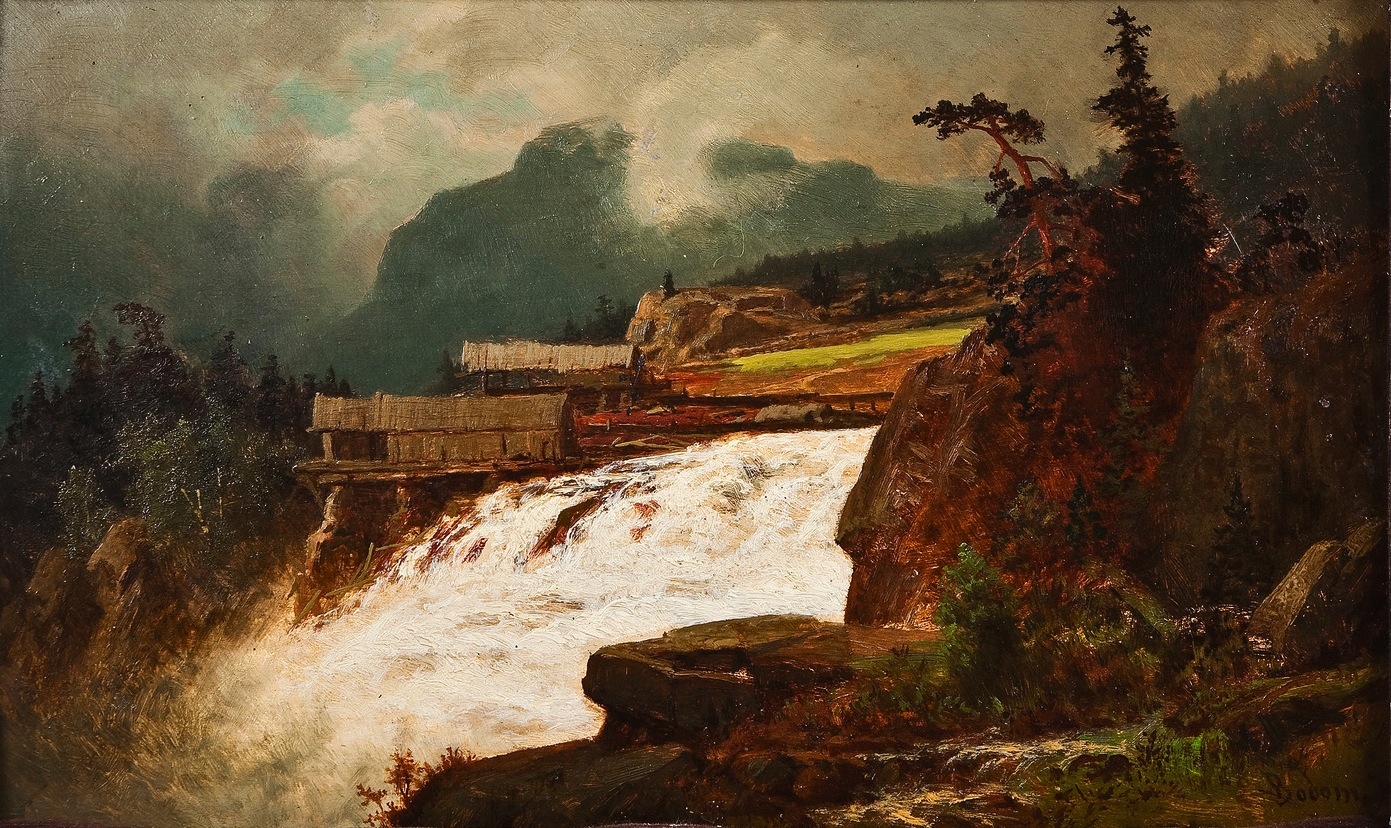
Foss med sagbruk (1878).